# 호드리구 소우자 시우바
호드리구 소우자 시우바(포르투갈어: Rodrigo Souza Silva, 1987년 11월 24일 ~ )는 짧게는 호드리구 (Rodrigo)라고 불리며, 브라질의 축구 선수이자 동티모르 대표팀에서 활약하고 있다. 포지션은 공격형 미드필더이다. 2017년 K리그 클래식의 대구 FC에서 활약한 바 있으며, 등록명은 호드리고이었다.

## 클럽 경력

### 유소년 시절
호드리구는 1987년 브라질 미나스제라이스주의 이파칭가에서 태어났다. 2004년 아틀레치쿠 미네이루에서 축구를 시작하였으며, 이 팀에서 3년이 지난 후 처음으로 1군 훈련에 합류하였다. 캄페오나투 미네이루 U-20 대회에서 아틀레치쿠 미네이루의 유소년 팀을 3년 연속 (2005년, 2006년, 2007년) 우승시키기도 하였다.

### 브라질
2005년에 호드리구는 아틀레치쿠 미네이루와 4년간의 정식 계약을 맺었다. 2007년 8월 캄페오나투 카리오카의 투피 FC로 한 달간 단기 임대를 떠났다. 임대 복귀 후, 남은 기간은 원 소속팀 아틀레치쿠 미네이루에서 보냈다. 2008년 1월 클루비 지 헤가타스 브라지우로 두 달 간 임대, 3월에는 아메리카 FC로 한 달 간 임대, 7월에는 세리이 B팀인 SE 가마로 반 년 간 임대되었다. 2009년 2월에는 5월까지 산타 엘레나 EC로의 임대 계약에 합의하였으며, 복귀 이후 남은 시즌은 원 소속팀에서 보냈다. 2009 시즌 이후, 호드리구는 계약 만료로 풀려났다.

### 쿠웨이트
2009년 브라질을 떠난 호드리구는 쿠웨이트 프리미어리그의 알나스르SC와 반 년 계약을 맺었다. 2009-10 시즌 12월 2일 쿠웨이트컵에서 쿠웨이트 SC를 상대로 구단에서의 첫 득점을 기록하였다. 다음 시즌에도 알나스르 선수단에 등록되었지만, 2010년 8월 29일 2010-11 시즌 유일한 골을 기록했을 뿐이었다.

### 아랍에미리트

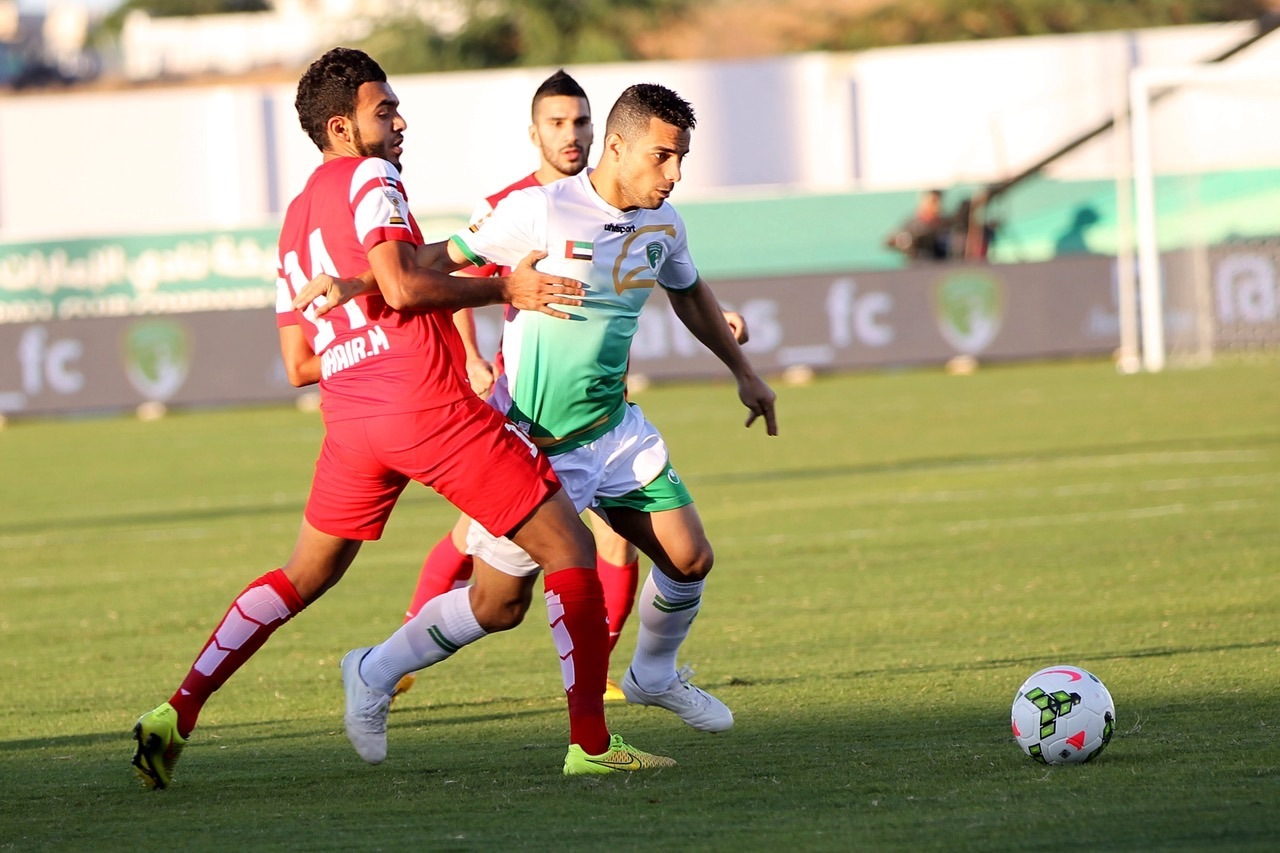
에미리트 클럽시절 호드리구.

2010년 여름 호드리구는 UAE 아라비안 걸프 리그의 알칼리즈와 2년 계약을 맺고 이적하였다. 2010년 8월 26일 UAE 에티살랏컵의 알푸자이라 SC와의 경기에서 공식 데뷔전을 가졌다. UAE 프레지던트컵 1라운드 바니야스 SC와의 경기에서도 출전하였고, 이 경기에서 구단에서의 첫 번째 골을 기록하였다. 12월 9일 에미리트 클럽과의 리그전에서 데뷔전 데뷔골을 기록하였다. 아라비안 걸프 리그 2010-11 시즌 호드리구는 20경기에 출전하여 10골을 기록하였다. 2011년 9월 30일 UAE 에티살랏컵의 알이티하드 칼바와의 경기에서
2011-12 시즌 첫 출전을 기록하였다. 11월 24일 알우루바와의 경기에서 시즌 첫 골을 기록하였다.
2012년 UAE 아라비안 걸프 리그의 알샤아브 CSC로 2년 계약을 맺으며 이적하였다. 2012-13 시즌 9월 24일 알이티하드 칼바와의 경기에서 데뷔전 데뷔골을 기록하였다. 10월 10일에는 UAE 에티살랏컵, 12월 19일에는 UAE 프레지던트컵 16강에서 각각 구단에서의 데뷔전을 가졌다. 이 시즌 동안 호드리구는 리그 11경기에 출전하여 5골을 기록하였다. 2013년 겨울에는 알다프라로 6개월 임대를 떠났다.
2013년 6월 호드리구는 에미리트 클럽으로 2년 계약을 맺으며 이적하였다. 9월 9일 UAE 리그컵 알아흘리와의 경기에서 에미리트에서의 첫 공식 경기를 가졌다. 9월 14일에는 알다프라를 상대로 하여 리그 데뷔전을 가졌다. 10월 31일에는 알샤아브 CSC를 상대로 데뷔골을 기록하였다. 2013-14 시즌 호드리구는 25경기 출전 3골을 기록하였다. 2014-15 시즌 9월 15일 알푸자이라 SC와의 경기에서 시즌 첫 경기를 치렀고, 10월 5일 알다프라를 상대로 본인의 시즌 첫 번째 골을 기록하였다. 리그에서의 첫 경기는 11월 5일 바니야스 SC를 상대로한 경기였다.

## 경력 통계

### 클럽 기록
| 선수 기록     | 선수 기록     | 선수 기록         | 리그 | 리그 | FA컵 | FA컵 | 리그컵 | 리그컵 | 대륙대회 | 대륙대회 | 총합 | 총합 |
| 시즌          | 구단          | 리그              | 출장 | 득점 | 출장 | 득점 | 출장   | 득점   | 출장     | 득점     | 출장 | 득점 |
| 쿠웨이트      | 쿠웨이트      | 쿠웨이트          | 리그 | 리그 | FA컵 | FA컵 | 리그컵 | 리그컵 | 대륙대회 | 대륙대회 | 총합 | 총합 |
| ------------- | ------------- | ----------------- | ---- | ---- | ---- | ---- | ------ | ------ | -------- | -------- | ---- | ---- |
| 2009-10       | 알나스르      | 쿠웨이트 프리미어 | 20   | 4    | 8    | 0    | -      | -      | -        | -        | 28   | 4    |
| 2010-11       | 알나스르      | 쿠웨이트 프리미어 | ?    | 1    | 0    | 0    | -      | -      | -        | -        | ?    | 1    |
| 아랍에미리트  | 아랍에미리트  | 아랍에미리트      | 리그 | 리그 | FA컵 | FA컵 | 리그컵 | 리그컵 | 대륙대회 | 대륙대회 | 총합 | 총합 |
| 2010-11       | 알칼리즈      | UAE 2부           | 20   | 10   | 14   | 11   | -      | -      | -        | -        | 34   | 21   |
| 2011-12       | 알칼리즈      | UAE 2부           | 19   | 10   | 5    | 0    | -      | -      | -        | -        | 24   | 10   |
| 2012-13       | 알샤아브      | UAE 1부           | 14   | 7    | 6    | 0    | -      | -      | -        | -        | 20   | 7    |
| 2012-13       | 알다프라      | UAE 1부           | 10   | 0    | 0    | 0    | -      | -      | -        | -        | 10   | 0    |
| 2013-14       | 에미리트      | UAE 1부           | 25   | 4    | 6    | 0    | -      | -      | -        | -        | 31   | 4    |
| 2014-15       | 에미리트      | UAE 1부           | 14   | 2    | 5    | 1    | -      | -      | -        | -        | 19   | 3    |
| 2015-16       | 알칼리즈      | UAE 2부           | 4    | 2    | 7    | 1    | -      | -      | -        | -        | 11   | 3    |
| 2015-16       | 하타          | UAE 2부           | 12   | 2    | 0    | 0    | -      | -      | -        | -        | 12   | 0    |
| 2015-16       | 아지만        | UAE 2부           | 7    | 0    | 5    | 4    | -      | -      | -        | -        | 12   | 4    |
| 쿠웨이트 통산 | 쿠웨이트 통산 | 쿠웨이트 통산     | 59   | 25   | 27   | 11   | 0      | 0      | 0        | 0        | 86   | 36   |
| UAE 통산      | UAE 통산      | UAE 통산          | 125  | 37   | 28   | 17   | 0      | 0      | 0        | 0        | 153  | 54   |
| 커리어 통산   | 커리어 통산   | 커리어 통산       | 184  | 62   | 55   | 28   | 0      | 0      | 0        | 0        | 229  | 90   |

### 국가대표팀 기록
동티모르의 골이 우선 표기된다.
| 순서 | 날짜            | 장소                               | 상대 | 득점 | 결과 | 대회                                    |
| ---- | --------------- | ---------------------------------- | ---- | ---- | ---- | --------------------------------------- |
| 1.   | 2015년 3월 12일 | 동티모르 딜리 동티모르 국립 경기장 | 몽골 | 3–0  | 4–1  | 2018년 FIFA 월드컵 아시아 지역 1차 예선 |